# Шемздрово
Шемздрово (пол. Szemzdrowo, нім. Schlemsdorf) — село в Польщі, у гміні Бояново Равицького повіту Великопольського воєводства.
Населення — 93 особи (2011).
У 1975-1998 роках село належало до Лешненського воєводства.

## Демографія
Демографічна структура станом на 31 березня 2011 року:
|          | Загалом | Допрацездатний вік | Працездатний вік | Постпрацездатний вік |
| -------- | ------- | ------------------ | ---------------- | -------------------- |
| Чоловіки | 52      | 18                 | 32               | 2                    |
| Жінки    | 41      | 11                 | 23               | 7                    |
| Разом    | 93      | 29                 | 55               | 9                    |